# Machaerina juncea
Machaerina juncea là loài thực vật có hoa trong họ Cói. Loài này được (R.Br.) T.Koyama mô tả khoa học đầu tiên năm 1956.